# Залесе (гміна)
Гміна Залесе (пол. Gmina Zalesie) — сільська гміна у східній Польщі. Належить до Більського повіту Люблінського воєводства. До 1954 року гміна Добринь.
Станом на 31 грудня 2011 у 21-му населеному пункті (солтистві) гміни проживало 4457 осіб.

## Площа
Згідно з даними за 2007 рік площа гміни становила 147.16 км², у тому числі:
- орні землі: 61.00 %
- ліси: 34.00 %

Таким чином, площа гміни становить 5.34 % площі повіту.

## Населення
Станом на 31 грудня 2011:
| Опис     | Загалом | Загалом | Чоловіки | Чоловіки | Жінки | Жінки |
| -------- | ------- | ------- | -------- | -------- | ----- | ----- |
| одиниця  | осіб    | %       | осіб     | %        | осіб  | %     |
| все      | 4457    | 100     | 2267     | 50.86    | 2190  | 49.14 |
| міське   | 0       | 100     | 0        |          | 0     |       |
| сільське | 4457    | 100     | 2267     | 50.86    | 2190  | 49.14 |

## Сусідні гміни
Гміна Залесе межує з такими гмінами: Біла Підляська, Піщаць, Рокитно, Тереспіль.

## Історія
За польськими підрахунками станом на 2 червня 1947 року, у гміні Добринь налічувалося 554 українців (260 родин), які підлягали виселенню у північно-західні воєводства згідно з планом депортації українського населення у рамках операції «Вісла».